# 中田武志
中田 武志（なかだ たけし、1932年（昭和7年）9月14日 - 2020年（令和2年）3月31日）は、日本の政治家。元岡山県倉敷市長（2期）。

## 来歴
岡山県出身。専修大学商経学部卒。倉敷市役所に入り、助役となる。1996年の倉敷市長選挙に立候補し、当選する。2000年の市長選挙でも再選。2004年の市長選挙で落選した。2020年に死去した。